# Jean-François Chaurin
Jean-François Chaurin (né le 23 octobre 1961 à Savigny-sur-Orge) est un coureur cycliste français présent dans le peloton professionnel de 1981 à 1986.
Il est aujourd'hui responsable sportif de la Roue Tourangelle. 

## Biographie
Il devient coureur professionnel en 1981.

## Palmarès
- Amateur
  - 1974-1980 : 63 victoires
- 1979
  -  Champion de France de poursuite par équipes
  - 3e du championnat du monde de la course aux points juniors
- 1982
  - 1re étape de Paris-Nice
  - Châteauroux-Limoges
  - 2e de Paris-Bourges
  - 2e du Tour de Lorraine
  - 2e du Grand Prix d'Isbergues
  - 3e du Championnat des Flandres
- 1983
  - Tour d'Armor :
    - Classement général
    - 2e étape B

  - 2e du Tour de l'Avenir
  - 3e du Grand Prix de Montauroux
  - 3e des Boucles des Flandres

## Résultats sur le Tour de France
2 participations
- 1982 : 49e
- 1984 : abandon (17e étape)